# Demeter från Knidos

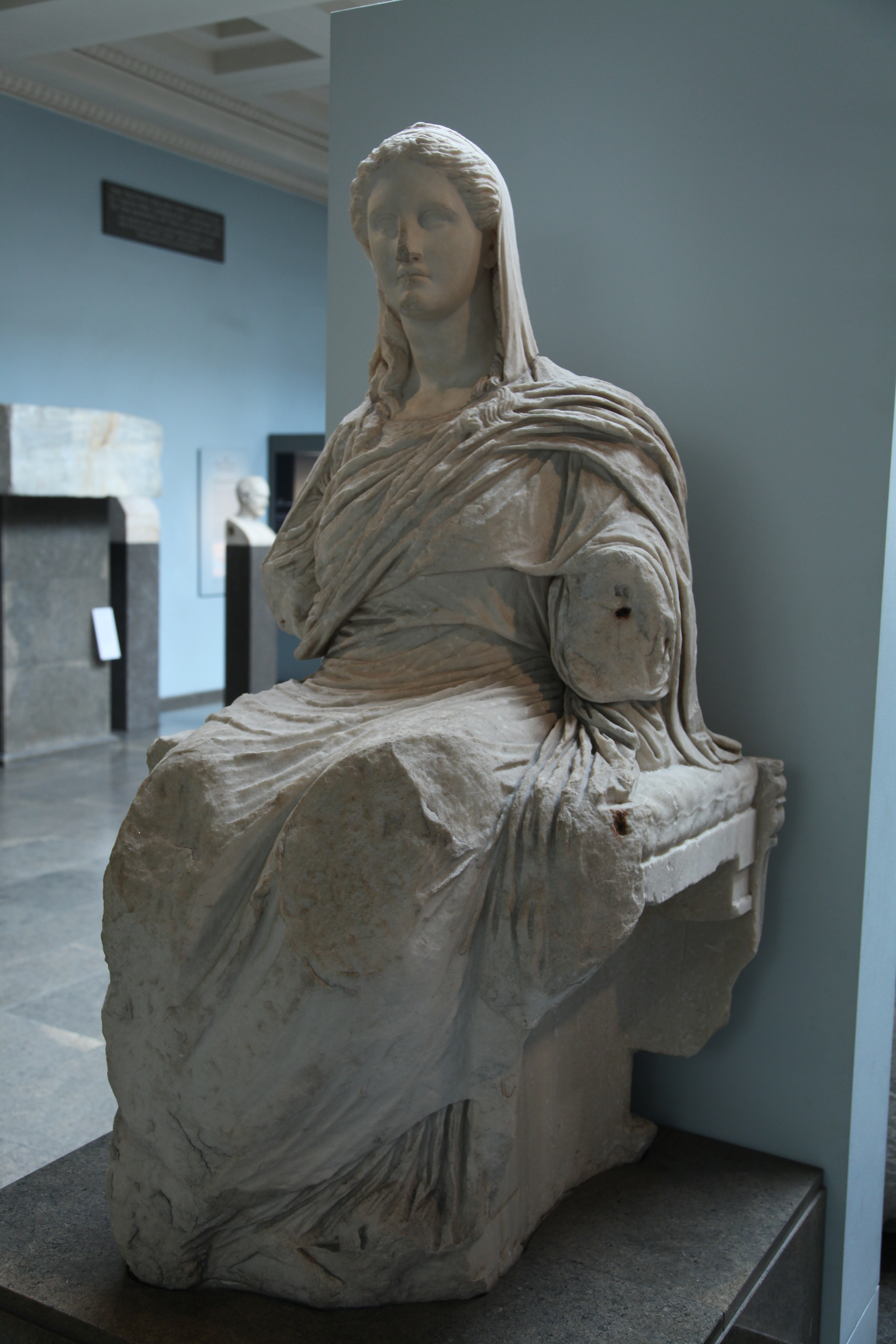
Demeter av Knidos.

Demeter från Knidos är det nuvarande namnet på en antik staty av den grekiska gudinnan Demeter. Statyn påträffades i Knidos i nuvarande Turkiet av den brittiske arkeologen Charles Thomas Newton 1857–1858, och kallas därför Demeter av Knidos. Den uppskattas vara från 300-talet f.Kr. och förmodas vara den staty som fungerade som gudinnans kultbild i hennes tempel på Knidos, som återuppfördes vid denna tid. Statyn har sedan upptäckten förvarats på British Museum i London. Den avbildar Demeter i mänsklig storlek, skulpterad sittande på en tron. Den är bevarad i gott skick, och saknar nästan enbart armar och tronens armstöd. 
Statyn är gjord i marmor.